# Піт Данкерт
Піт Данкерт (нід. Piet Dankert; *8 січня 1934, Стіенс — †21 червня 2003, Перпіньян) — нідерландський політик, член Партії праці.
Він був вперше обраний до Палати представників в 1968 році. Там він був прес-секретарем з іноземних справ і оборони. В кінці 1970-х він був обраний до Європейського парламенту, очолював його з 19 січня 1982 по 24 липня 1984 року.
У третьому уряді Рууда Любберса (1989–1994) він був державним секретарем з європейських справ. Згодом він знову працював в Європейському парламенті, де він присвятив себе питанню приєднання Туреччини до Європейського Союзу.